# Josep Pedragosa Monclús
Josep Pedragosa i Monclús (Sant Esteve de Palautordera, Vallès Oriental, 28 de febrer de 1872-25 de juny de 1957) fou un sacerdot i un dels més destacats pedagogs catalans del la primera meitat del segle xx.

## Nota biogràfica
Dedicà tota la seva vida al sacerdoci i la caritat. A principis del segle xx fou capellà de la presó Provincial de Barcelona. Dedicà totes llurs forces als presos i les seves famílies i demostrà especial empenyorament en la regeneració dels adolescents. Tanmateix, la seva labor d'apostolat i caritat no es limità a l'aspecte carcerari, sinó que s'estengué també als éssers sense llar, i sense feina, lluitant en èpoques d'atur obrer per facilitar ocupació a aquells que per causes diverses havien caigut en l'atur. Per tota això Santiago Rusiñol l'anomenà l'amic dels pobres.
Per als considerats com a pobres de solemnitat fundà la Casa de Família. Formà part d'infinitat de patronats, Comitè d'Estudis Penitenciaris i de rehabilitació del delinqüent, de la Comissió Municipal de Beneficència, de la Junta del Patronat del Reformatori de Joves (Asil Duran) i del Tribunal Tutelar de Menors, així com fou fundador i director del Patronat de Lliberts i de la Infància abandonada, etc.
Alexandre Galí el qualificà de "formidable educador social i com a sacerdot un home de caritat abrandada i profundament humana. (...) Però, a més, un home de talent i de cultura i d'intuïcions clares"

## Josep Pedragosa i la pedagogia social
Josep Pedragosa és un dels pedagogs més innovadors i avançats en l'àmbit socioeducatiu amb infants i adolescents de la Catalunya del primer terç del segle xx. Les seves principals aportacions pedagògicament renovadores són la creació d'un nou model institucional i el disseny d'un nou model de reeducació de nois i joves delinqüents.

### L'experiència a la Presó Model
Essent capellà de l'acabada d'inaugurar Presó Model, advertí les causes i circumstàncies que menaven vers la delinqüència infantil. Al principi l'objectiu de Pedragosa és humanitzar la vida dels presoners, millorar el tracte que reben i la vida institucional. També s'adonà que cal actuar sobre l'entorn familiar dels presos. Organitzà eficientment la col·laboració de voluntaris externs a qui demana que aportin la seva experiència i saber humans i no tant una tasca moralitzadora.
Veié que la presó, tant si era col·lectiva com cel·lular, representava sempre una fase profundament desaducadora per als infants. S'adonà que es necessitava una institució que donés acolliment als infants abandonats que malvivien pels carrers. Però, també, guiés els lliberts acabats d'eixir de la presó. Car si eren de nou llançats al carrer, no tardarien a delinquir de nou.

### La Casa de Família, un avantguardista plantejament reeducador

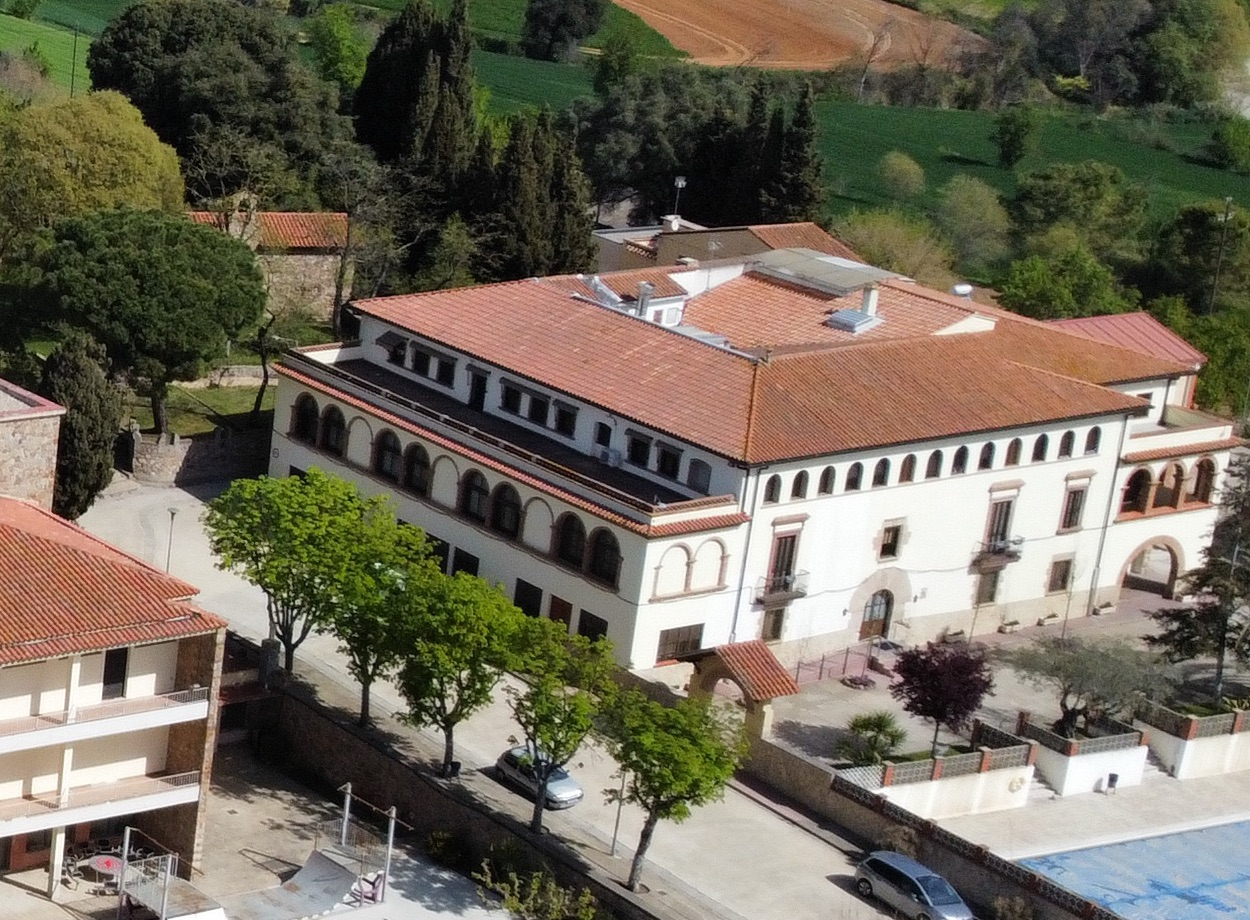
El mas Gordi, a Plegamans, on Josep Pedragosa instal·là, el 1910, la Granja Agrícola seguint la fórmula de la Casa de Família.

La preocupació de Josep Pedragosa pels menors que hi ha a la presó se centra en aquells que encara no tenen una estructura antisocial i que són empresonats quinze dies per vagar el carrer. També dels que en sortir no tenen on acollir-se. Fet que, sovint, provoca que ben aviat tornin a ser empresonats. Convençut que la feina de reeducació s'ha de fer abans i després de la presó, pensà en bastir una residència sempre oberta on trobin acollida. Així crearà, el 1906, la Casa de Família. En un pis del carrer Portaferrissa de Barcelona hi viuran de 8 a 12 lliberts amb ell. D'aquesta manera modesta s'iniciarà una de les obres més emblemàtiques, modèliques i renovadores pel que fa a l'actuació en el camp dels menors infractors. Temps després disposarà d'un edifici propi. Al començament d'aquell 1906 ha pogut parlar i intercanviar experiències a Barcelona amb William Heard Kilpatrick, pedagog que ja treballava als Estats Units en la reinserció dels menors que surten de la presó.
Pretén, en la mesura del possible, suplir la família que li manca al menor. Ja que és convençut que la família és la millor instància educadora. Un règim familiar és, doncs, el més adequat per a conèixer a fons la personalitat dels nois i detectar les seves necessitats a l'hora de fer una tasca educadora personalitzada. Esdevé així l'antítesi dels reformatoris i asils en els quals dominen criteris de càstigs, de repressió, d'ambient gregari. Crear un clima de família que permeti una llibertat amb autoresponsabilitat i orientada. Vol, a més, que la Casa de Família amb la porta sempre oberta sigui una institució vinculada al barri i al seu entorn.
Coneixedor de les tècniques de l'escoltisme, l'activitat és la base de l'organització i funcionament de la casa i omple cada moment de la vida de la casa. Els joves estan permanentment actius durant cada hora del dia i cada dia de la setmana en treballs, estudi, jocs, activitats artístiques i esportives. Aquesta vida activa que s'adreça al desenvolupament global de les actituds i els potencials de cada jove. Es tracta de què els nois visquin un ambient acollidor. On la comunitat que constitueixen, ells i els adults, sigui el seu referent afectiu i el marc de suport vital.
Per aquells joves delinqüents originaris de la Catalunya rural, Josep Pedragosa aconseguí posar en marxa, el 1910, la Granja de Plegamans. Una Casa de Família al camp, on el contacte en la natura i l'esforç i la iniciativa personal que requereix el treball agrícola, eren un àmbit educatiu afavoridor.
Pedragosa era un educador amb respostes molt adaptades i adequades a les necessitats dels seus tutelats. Pensava que qualsevol persona podia fer un gir a la seva vida si es donaven les circumstàncies adequades. Especialment si es tenia una veritable família. També creia en el treball com un element clau de creixement personal. Es tractava, doncs, que els joves que sortien de la presó esdevinguessin persones responsables i treballadores amb el suport d'un ambient familiar positiu. Tot aprenent a gestionar els diners que guanyaven i que així arribessin a formar la seva pròpia família amb bones condicions.